# Lista echipelor naționale de fotbal neafiliate la FIFA
Aceasta este o listă a echipelor regionale, insulare sau a diferitelor popoare de fotbal neafiliate cu FIFA, ci doar cu confederații precum NF-Board sau IFU. Toate echipele de mai jos au jucat măcar în meci împotriva unei echipe dintr-un alt stat suveran.

## Asia
| - Guangxi (China) - Jammu și Cașmir (India) - Mongolia Interioară (China) - Turkistanul de Est (China) | - Nagaland (India) - Sikkim (India) - Tibet (China) |

## Africa
| - Camerunul de Sud (Camerun) | - Mayotte (Franța) |

## Europa
| - Alderney (Marea Britanie) - Andaluzia (Spania) - Aragon (Spania) - Asturia (Spania) - Azore (Portugalia) - Bretania (Franța) - Cantabria (Spania) - Catalonia (Spania) - Comunitatea Valenciană (Spania) - Corsica (Franța) - Crimeea (Ucraina) - Extremadura (Spania) - Frøya (Norvegia) - Găgăuzia (Moldova) - Galicia (Spania) - Gibraltar (Marea Britanie) - Gotland (Suedia) - Guernsey (Marea Britanie) - Hebridele exterioare (Marea Britanie) - Hitra (Norvegia) - Insulele Åland (Finlanda) - Insula Anglesey (Marea Britanie) - Insulele Baleare (Spania) | - Insulele Canare (Spania) - Insula Jersey (Marea Britanie) - Insula Man (Marea Britanie) - Insula Wight (Marea Britanie) - Kosovo (Serbia) - Madeira (Portugalia) - Minorca (Spania) - Monaco - Murica (Spania) - Navarra (Spania) - Occitania (Franța și Andorra) - Orkney (Marea Britanie) - Padania (Italia) - Rodos (Grecia) - Republica Srpska (Bosnia și Herțegovina) - Saaremaa (Estonia) - Samii (Suedia, Finlanda, Rusia și Norvegia) - Sark (Marea Britanie) - Shetland (Marea Britanie) - Silezia (Polonia) - Țara Bascilor (Spania și Franța) - Valea Aran (Spania) - Vatican |

## America de Nord și Caraibele
| - Bonaire (Antilele Olandeze) - Nevis (Sfântul Kitts și Nevis) - Saint Croix (Insulele Virgine Americane) - Sfântul Kitts (Sfântul Kitts și Nevis) - Saint Pierre și Miquelon (Franța) | - Saint Thomas (Insulele Virgine Americane) - Sint Eustatius (Antilele Olandeze) - Tobago (Trinidad-Tobago) - Tortola (Insulele Virgine Britanice) - Virgin Gorda (Insulele Virgine Britanice) |

## America de Sud
- Insulele Falkland (Marea Britanie)

## Oceania
| - Nauru - Pohnpei (Statele Federate ale Microneziei) - Guam (Statele Unite ale Americii) | - Tasmania (Australia) - Wallis și Futuna (Franța) |